# Томбо (музыкальный жанр)
Томбо́ (фр. tombeau гробница, могила) — музыкальная эпитафия, жанр преимущественно инструментальной музыки, распространённый во Франции в эпоху барокко и отчасти позже (в XVIII веке) также в других странах Европы.
Первые томбо появились в 1630-х годах в музыке лютниста Эннемона Готье (ок.1575—1651), а несколько позже — в лютневых сочинениях его младшего кузена Дени Готье. Пик лютневых томбо пришёлся на 1680-е годы (Жак Галло, Шарль Мутон и другие композиторы). В то же время томбо стали писать для клавесина (Луи Куперен, Ж.А. д’Англебер) и виолы да гамба (сюита «Les regrets» Ж. де Сент-Коломба, 1680-е годы). Несколько томбо написал знаменитый гамбист Марен Маре, среди них томбо Сент-Коломбу (1701) и собственному сыну (1725). Характерными стилевыми чертами стали медленный темп (наподобие аллеманды-grave или паваны), нисходящий мелодический ход из четырёх нот, а также хроматический нисходящий ход в басу, аналогичный типичному басу в жанре lamento.
В Германии томбо отмечаются в музыке композиторов, испытавших французское стилевое влияние. Наиболее ранний и знаменитый пример — клавесинная пьеса И. Я. Фробергера «Гробница господина Бланкроше» (оригинальное название — Tombeau fait à Paris sur la mort de Monsieur de Blancrocher, <…> sans observer aucune mesure; около 1653), написанная в подражание французским ритмически свободным неметризованным прелюдиям. В XVIII веке пьесы с названием «томбо» встречаются в оркестровых «увертюрах» (сюитах) Кристофа Граупнера, например, в увертюрах c-moll (GWV 413) и E-dur (GWV 439), но также — в его кантате «Es begab sich» (GWV 1157/37). По мнению Н. Арнонкура, вступительный хор из баховских «Страстей по Матфею» вдохновлён томбо Марена Маре.
В XX веке появились стилизации старинного томбо, одна из наиболее известных — фортепианная сюита «Гробница Куперена» (фр. Le Tombeau de Couperin, 1917) М. Равеля. В 1920 году крупные европейские композиторы (среди них П. Дюка, А. Руссель, Б. Барток, И. Ф. Стравинский, М. де Фалья, Дж. Ф. Малипьеро) внесли свою лепту в коллективное сочинение «Гробница Дебюсси» (Tombeau de Debussy). Последняя часть цикла П. Булеза «Pli selon pli» (во всех версиях начиная с 1959) озаглавлена как «Томбо» (вероятно, П. Верлену).